# 阿尔佩斯特里
阿尔佩斯特里是巴西南大河州的一个市镇。总面积328.749平方公里，总人口8972人，人口密度27.3人/平方公里。